# Leslee Udwin
Leslee Udwin, född 1957 i Savyon, Israel, är en brittisk filmregissör, producent och tidigare skådespelare. Hon har regisserat dokumentären Indiens dotter och producerat filmer som East is East (1999), West is West (2010), Who Bombed Birmingham?.

## Biografi
Udwin startade sin karriär som skådespelare och skådespelade i den brittiska såpoperan Eldorado. Hon startade upp det egna filmproduktionsbolaget Assassins Films år 1994.
Under år 2015 släpptes hennes uppmärksammade dokumentär Indiens dotter den 8 mars, internationella kvinnodagen. Den handlar om Jyoti Singh som dog efter en gängvåldtäkt på en buss i Delhi. Bilden av det indiska samhället återspeglas, och de värderingar som skapat denna typ av våldsamt agerande, dokumentären undersöker också våldtäktsmännens inställning till det de gjort.
Leslee tilldelades en Peabody Award (för Indien dotter), Anna Lindhs-priset i september 2015, som utdelas till en person eller organisation som har arbetat i en anda av Anna Lindh för att främja mänskliga rättigheter i ett globalt sammanhang. Framröstad som Global Hero av Safe Magazine, Global thinker award av Foreign Policy och framröstad av The New York Times som näst mest inflytelserika kvinna, efter Hillary Clinton.
Leslee Udwin är grundare av den icke-vinstdrivande organisationen Think Equal. Vars syfte är att jobba mot målet att alla barn på jorden, oavsett bakgrund ska ha möjligheten att utveckla sin fulla potential genom bra utbildning. Organisationen tror att den grundläggande orsaken till att det finns kränkningar av mänskliga rättigheter i vår värld beror på ett genomgripande diskriminerande tankesätt, och vill lägga till ett emotionellt & socialt lärande element i den obligatoriska läroplanen för alla barn runt om i världen. Detta är för att från barnens första år kunna den pågående utvecklingen av personligheten och de moraliska ramarna. På hemsidan skriver de "Vi måste se till att våra barns hjärtan är utbildade, och inte bara deras huvuden."

## Filmen "Indiens dotter"
Dokumentären handlar om gruppvåldtäkten på Jyoti Singh i Delhi, men har även med exklusiva intervjuer med våldtäktsmännen, där man undersöker inställningen hos dem till vad de har gjort. Dokumentären försöker att belysa det patriarkala samhälle och kultur, som kan sägas uppmuntra detta våld mot kvinnor. Leslee Udwin bestämde sig för att göra dokumentären när hon bevittnade den extrema protesten som utbröt efter våldsdådet, hon säger att det slog henne att hon aldrig någonsin under sin livstid sett liknande protester för en kvinnas rättighet, och att hon kände sig inspirerad. Hon ville som filmskapare förstärka de bestämda och hoppfulla rösterna. En av de mer uppseendeväckande aspekterna i filmen är bekännelserna från en av våldtäktsmännen, i intervjun ges inblick i tankesättet och presenterar en fördjupning av det patriarkala samhället, och kulturen som uppmuntrat våldet.
Om något positivt kan sägas ha kommit ut ur skräck av denna händelse, är det uppvaknandet bland både i Indien kvinnor och män och världen att frågan om våld mot kvinnor. Denna speciella gruppvåldtäkt har varit en enorm vändpunkt. Fallet har varit en katalysator för förändring, och demonstranterna tvingade regeringen att åtminstone införa några omedelbara åtgärder som svar på deras samtal. Inte tillräckligt, men en början.
De indiska myndigheterna förbjöd dokumentären från att visas på nationella TV-kanaler efter att många i landet reagerat chockartat på innehållet. Inrikesministern Rajnath Singh anklagade filmmakarna för att ha brutit mot "behörighetsvillkor". Genom att inte visat det fullständiga oredigerade materialet, av inspelningarna på gärningsmännen, för fängelse tjänstemännen. Vilket enligt Leslee Udwin var falska anklagelser, för att försöka tysta filmen. Censuren fortsatte sedan när regeringen hade bett YouTube att blockera länkar till filmen i Indien, efter att ett stort antal människor sett det på nätet.